# فرنتس نادی (بازیکن فوتبال)
فرنتس نادی (مجاری: Ferenc Nagy; ۲۱ فوریهٔ ۱۸۸۴ – ۱۹۶۴) بازیکن سابق و مربی فوتبال اهل مجارستان بود.
از باشگاه‌هایی که در آن بازی کرده‌است می‌توان به باشگاه فوتبال ام‌تی‌کی بوداپست اشاره کرد.